# Тургенев, Роман Семёнович
Рома́н Семёнович Турге́нев (1682 — после 1755) — русский военный и государственный деятель Российской империи, представитель правительства при малороссийском гетмане, обер-кригс-комиссар, бригадир.

## Биография
Происходил из старинного дворянского рода Тургеневых, сын стольника Семёна Осиповича Тургенева, погибшего во время Азовского похода 1696 года.
Поступил на службу в 1700 году в жильцы и в том же году принял участие в сражении со шведами под Нарвой. В 1703 году по смотру Петра I записан солдатом в 3-ю роту лейб-гвардии Преображенского полка, затем переведён в Выборный драгунский шквадрон (эскадрон) генерал-фельдмаршала Б. П. Шереметева, где произведён в унтер-офицеры и в 1706 году — в прапорщики. После переформирования эскадрона в Архангелогородский драгунский полк Тургенев был произведён в поручики (1708 год), а в следующем году решением князя А. Д. Меншикова переведён в составлявший личный конвой последнего драгунский лейб-шквадрон (эскадрон) с рангом капитана. В 1715 году Тургенев был произведён в ротмистры (в ранге премьер-майора), а в 1722 году переведён в чине-премьер-майора в Санкт-Петербургский драгунский полк.
В эти годы Тургенев участвовал во многих боевых действиях, в том числе в подавлении бунта в Астрахани в 1706 году, Полтавской битве 1709 года, Прутском походе 1711 года.
В 1726 году «по рассмотрению кн. Меншикова» был произведён в подполковники и зачислен капралом в Кавалергардский корпус. Продолжая службу в кавалергардах, Тургенев принял участие в событиях, сопровождавших вступление на престол Императрицы Анны Иоанновны, подписав прошение о принятии ею неограниченного самодержавия. В 1731 году произведён в полковники.
22 июня 1731 года Анна Иоанновна издала Именной указ «О вызове из Глухова в Москву генерал-майора, князя Алексея Шаховского и бригадира Арсеньева, с повелением передать дела и инструкции по малороссийским делам полковнику Роману Тургеневу, которому повелено управлять делами при малороссийском гетмане».
Помимо других служебных обязанностей, на Тургенева указом Государственной коллегии иностранных дел от 17 августа 1731 года было возложено «наблюдение в Глухове за отправленным к гетману послом, от крымского хана и от перекопского каймакана, мурзою Аптруаманом».
В качестве представителя правительства при гетмане Данииле Апостоле Тургенев состоял до конца того же года: 14 декабря 1731 года был издан указ «О назначении в Малороссию к гетману министром генерала Семёна Нарышкина и об определении в полки, состоящего в Малороссии, полковника Тургенева».
Во время похода русских войск в Польшу в 1733 году Тургенев «был во многих партиях, особенно против воеводы Любельского и кастелана Чирского».
После начала Русско-турецкой войны 1735—1739 годов при назначении 23 марта 1736 года высших чинов походного комиссариата полковник Тургенев был определён одним из пяти обер-кригс-комиссаров и послан на Украину. В 1738 году он просил «чтобы его за старостию, дряхлостию, за ранами и многими болезнями от службы отставить»; главнокомандующий генерал-фельдмаршал граф Б. Х. Миних так же считал, что Тургенев «за старостью, дряхлостию и трясением рук» не способен выполнять свои обязанности в походном комиссариате, почему заменил его в должности обер-кригс-комиссара другим лицом и отослал в Санкт-Петербург в Счётную контору Военной коллегии «с приходными и расходными книгами и подлинными делами».
29 Октября 1739 года Тургенев по докладу Военной коллегии «за слабым здоровьем и меланхолиею» был уволен «от воинской и статской службы» с награждением чином бригадира, после чего поселился в своём имении в селе Железцово Воротынского уезда, где жил ещё в 1755 году.

## Семья
Старший сын Романа Семёновича Алексей Романович Тургенев в молодости находился на военной службе, в 1739—1740 году был в плену у турок, впоследствии служил советником Ревизион-коллегии и вышел в отставку в 1772 году в чине действительного статского советника; внук Николай Алексеевич (1749—1834) был дедом известного писателя Ивана Сергеевича Тургенева.